# Lonchopria deceptrix
Lonchopria deceptrix là một loài Hymenoptera trong họ Colletidae. Loài này được Moure mô tả khoa học năm 1949.